# Ermita de Sant Simó
L'Ermita de Sant Simó és una petita església d'una sola nau d'antiga tradició marinera situada a l'extrem est del Camí Ral, al barri de l'Havana, dins del municipi de Mataró, a la comarca del Maresme. És al peu de l'antic camí ral i confrontant amb la riera de Sant Simó, que baixa del veïnat de Valldeix, aquesta antiga ermita marinera és encara avui dia una de les de més renom en tot el litoral català pel que fa a llocs de devoció entre la gent de mar. és una obra de Mataró (Maresme) protegida com a bé cultural d'interès local.

## Història
Mn. Josep Colomer, en el seu minuciós estudi sobre la història de l'ermita, comenta que és l'any 1429 quan per primera vegada se cita aquest topònim referit a un lloc de culte. En tot cas no serà fins a 1553 quan una primitiva ermita hi serà bastida. Més tard, a partir de 1611, es realitzen obres més importants, les quals conformen el temple que avui dia podem contemplar.

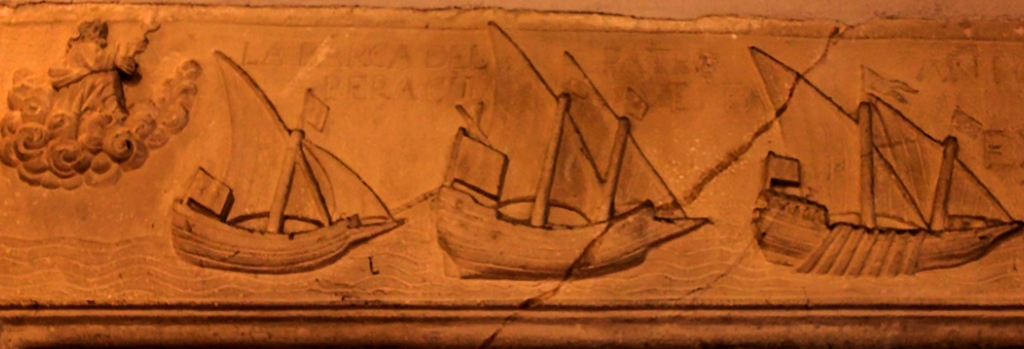
Exvot esculpit a la llinda de la sagristia de l'ermita

Abans de 1936 l'ermita de Sant Simó havia conservat tota la seva imatgeria original, així com objectes i documents que donaven fe de tota classe d'activitat marinera al llarg dels segles. Una col·lecció d'exvots aportaven informació sobre la intervenció del sant en empreses marineres, naufragis o, fins i tot, en activitats corsàries, com la que protagonitzà l'any 1691 Pere Silvestre, patró de l'embarcació "Sant Cristòfor" contra unes galeres de pirates berberescos a les ordres de Suliman Anaut, just davant Mataró. Aquest fet d'armes quedà recollit en un exvot esculpit a la llinda de la sagristia de l'ermita de Sant Simó, el que resta un document excepcional de l'època. La façana va ser restaurada el 1951 i decorada amb uns esgrafiats de Francesc Serra que representen un pescador i la seva família.

## Tradicions

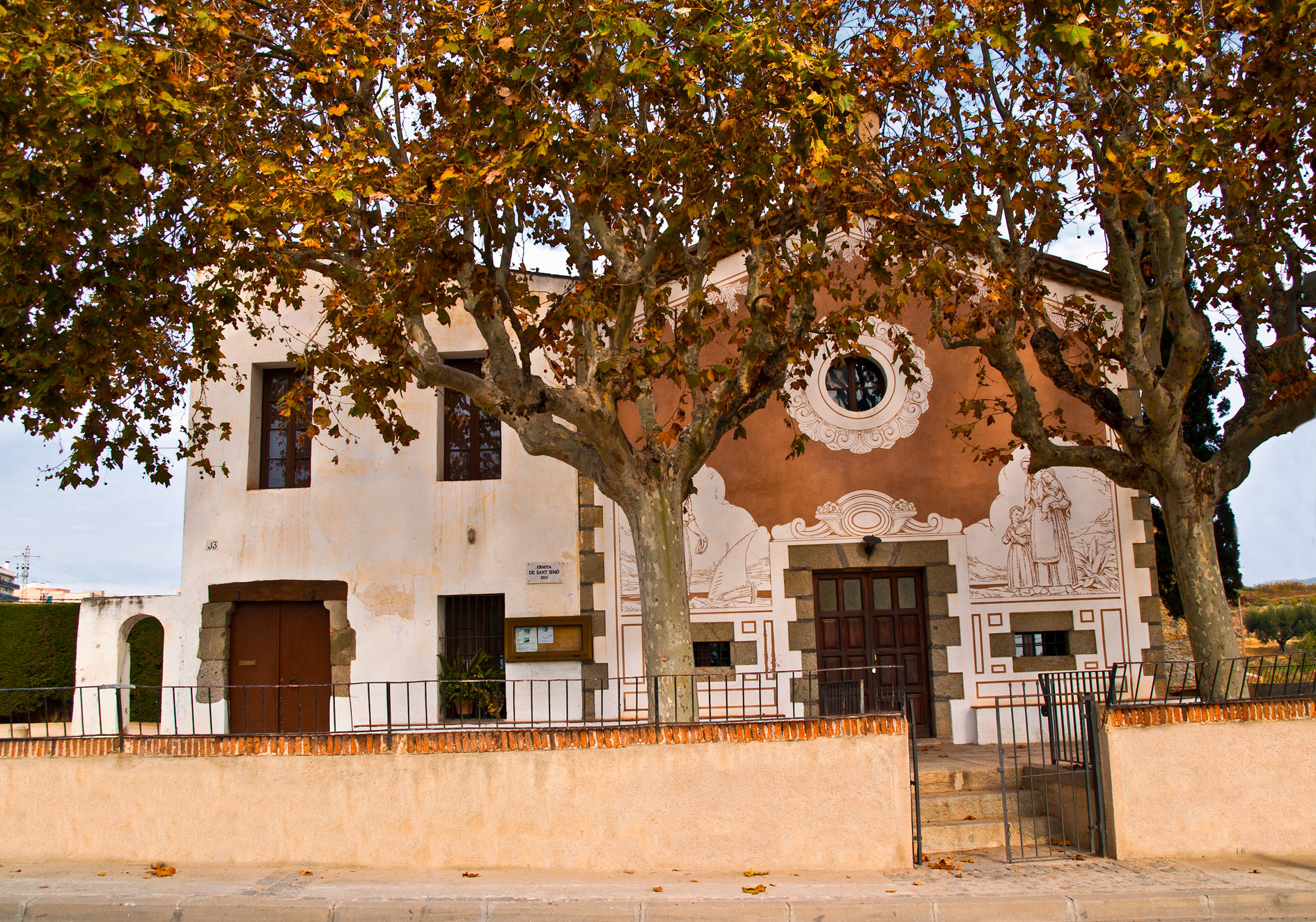
Façana de l'ermita

No podem deixar de consignar que de Sant Simó procedeix també l'exvot que es conserva en el Maritiem Museum Prins Hendrik, de Rotterdam (Holanda), conegut com la "Coca de Mataró”, un prototip inèdit d'una embarcació de tres cobertes que es pot datar a l'entorn de l'any 1450. La Coca desaparegué de l'ermita possiblement a principis del segle XX i aquest és un episodi històric que segueix encara essent un misteri.
La festa de Sant Simó, el 28 d'octubre, ha estat des de sempre molt celebrada a Mataró i és encara una de les més populars i més arrelades a les tradicions locals.
El sabre de Sant Simó ha esdevingut l'especialitat pastissera més típica de la ciutat. Val a dir que aquestes postres en forma de sabre són úniques a Catalunya. Pels mataronins ha estat un costum molt arrelat anar a Sant Simó per la seva diada, on s'instal·laven parades de llaminadures per la quitxalla i de sabres fets de pa, sense faltar-hi les castanyes. Era el moment de l'any en què més transitats es veien alguns carrers com les Baixades de les Espenyes i de les Figueretes o el Rierot, vies que anaven al camí ral que portava a Sant Simó.
En aquests darrers anys aquesta activitat festiva s'ha revitalitzat gràcies a la Comissió Cultural Recreativa de l'Ermita de Sant Simó. Aquestes festes comporten avui un gran ventall d'activitats, entre les que no hi falten els gegants ni els focs artificials. La modernitat ha estat compatible amb la consuetud i és així que a Sant Simó convergeix tota la tradició marinera de Mataró, entre històries de pescadors, romeries marítimes, fets de pirates, cants d'havaneres i concerts de música barroca.